# 岩切村
岩切村（いわきりむら）は、昭和16年（1941年）まで宮城県宮城郡にあった村。

## 沿革
- 明治22年（1889年）4月1日 - 町村制施行にともない、岩切村・小鶴村・燕沢村・鶴谷村の計4か村が合併して新制の岩切村が発足。
- 昭和16年（1941年）9月15日 -宮城郡高砂村・七郷村および名取郡中田村・六郷村と共に仙台市に編入。

## 行政
- 歴代村長

| 代 | 氏名         | 就任                       | 退任                      | 備考 |
| -- | ------------ | -------------------------- | ------------------------- | ---- |
| 1  | 永野勇吉     | 明治22年（1889年）4月27日  |                           |      |
| 2  | 今村知成     | 明治24年（1891年）5月30日  |                           |      |
| 3  | 関場源之助   | 明治25年（1892年）6月      |                           |      |
| 4  | 安久津成清   | 明治25年（1892年）9月      |                           |      |
| 5  | 今村知成     | 明治29年（1896年）2月      |                           | 再任 |
| 6  | 兵藤甚四郎   | 明治32年（1899年）9月2日   |                           |      |
| 7  | 永野勇三郎   | 明治36年（1903年）9月25日  |                           |      |
| 8  | 三浦丑太郎   | 明治40年（1907年）12月6日  |                           |      |
| 9  | 大窪嘉吟     | 明治45年（1912年）1月15日  |                           |      |
| 10 | 三浦丑太郎   | 大正2年（1913年）6月3日    |                           | 再任 |
| 11 | 渡辺弥左衛門 | 大正6年（1917年）9月13日   |                           |      |
| 12 | 赤間佐吉     | 大正10年（1921年）12月28日 |                           |      |
| 13 | 今村喜平治   | 大正15年（1926年）1月27日  |                           |      |
| 14 | 赤間佐吉     | 昭和6年（1931年）11月21日  |                           | 再任 |
| 15 | 永野栄一     | 昭和11年（1936年）3月12日  | 昭和16年（1941年）9月14日 |      |

## 交通

### 鉄道
- 鉄道省営東北本線・塩竈線：岩切駅

当時の東北本線は現在の利府線を通っており、塩竈線が現在の東北本線のルートに相当する。
- 宮城電気鉄道：新田駅

※現在のJR東日本仙石線